# Полоз Валерія Ігорівна
Валерія Полоз (народилася 7 березня 1992 року у Кременчузі) — українська модель, учасниця конкурсів краси, нагороджена титулом Міс Україна Земля 2014. Вона представляла Україну на міжнародному конкурсі краси "Міс Земля-2014", але не здобула призового місця.

## Біографія

### Раннє життя і початок кар'єри
Валерія вже відома у світі модель. Адже вона є успішною не лише в Україні, але й у Франції.
Окрім моделювання, Валерія також є спеціалістом з комп'ютерів.
Валерія навчалася у Кременчуцькому національному університеті імені Михайла Остроградського з 2009 до 2014 року.

## Видовища

### Королева Полтавщини 2012
Валерія у 2012 році вирішила приєднатися до конкурсу краси в Полтавській області. Конкурс давав можливість переможцю брати участь у всеукраїнському конкурсі «Королеви України». 16 грудня 2012 року Валерія здобула титул і продовжувала змагатись на всеукраїнському етапі конкурсу «Королева України 2013 року».

### Королева України 2013
Валерія взяла участь у конкурсі, де вона стала одним з фіналістів. Однак вона не змогла отримати корону, яку виграла Наталія Варченко. Організатори конкурсу «Королева України» вирішила призначити її представником України на конкурсі краси «Міс Земля».

### Міс Земля 2014
—Валерія Полоз, на "Міс Земля 2014".
Будучи Міс Україна- Земля, Валерія у листопаді 2014 року замагалася на Філіппінах з майже 100 іншими конкурсанками у весвітньому конкурсі краси «Міс Земля».
Валерія Полоз, як делегат «Міс Землі» виступала за захист навколишнього середовища. Головною її темою стало гасло «врятуємо навколишнє середовище», а тема «Причини екологічних проблем та способи їх вирішення». Вона проводила заняття на підтримку своєї ідеї. Валерія також взяла участь в очищенні Дніпра та організувала сюрприз для дітей-сиріт, у вигляді проведення кінних прогулянок на свіжому повітрі. Вона тоді говорила: «Я турбуюсь про майбутнє нашої планети та майбутнє людей».
Також Валерія Полоз втистуала за розвиток України. Вона говорила: «Україна є однією з найбільших країн Східної Європи. Столиця України — Київ. В Україні є багато пам'яток, якими ми можемо пишатися. Це Карпати із замками, соборами та легендами. Київ — одне з найстаріших міст в Європі. У ньому багато історичних пам'яток, музеїв і театрів. В Україні багате культурне життя, в Україні є безмежні, красиві простори та місця. Ми — патріотична та сильна нація, це одна велика гостинна родина„Мисс Земля 2014“: Валерия Полоз о детстве, семье и Украине!»
За підсумками конкурсу, вона не змогла увійти до півфінального раунді. На конкурсі Міс Земля-2014 титул переможця завоювала Джеймі Геррелл з Філіппін.